# Sebastiano Galeati
Sebastiano kardinal Galeati, italijanski rimskokatoliški duhovnik, škof in kardinal, * 8. februar 1822, Imola, † 25. januar 1901.

## Življenjepis
21. septembra 1844 je prejel duhovniško posvečenje.
4. avgusta 1881 je bil imenovan za škofa Macerata-Tolentina; 14. avgusta istega leta je prejel škofovsko posvečenje.
23. maja 1887 je bil imenovan za nadškofa Ravenne.
23. junija 1890 je bil povzdignjen v kardinala in imenovan za kardinal-duhovnika S. Lorenzo in Panisperna.